# Calendrier international féminin UCI 2017
Le calendrier international féminin UCI 2017 regroupe les compétitions féminines de cyclisme sur route organisées sous le règlement de l'Union cycliste internationale durant la saison 2017.
L'UCI World Tour féminin 2017 est présenté séparément. Les critériums ne sont pas notés.

## Calendrier des épreuves

### Janvier
| Date  | Course                            | Classe | Vainqueur            | Équipe      |
| ----- | --------------------------------- | ------ | -------------------- | ----------- |
| 14-17 | Santos Women's Tour               | 2.2    | Amanda Spratt        | Orica-Scott |
| 28    | Cadel Evans Great Ocean Road Race | 1.2    | Annemiek van Vleuten | Orica-Scott |

### Février
| Date  | Course                                    | Classe | Vainqueur         | Équipe       |
| ----- | ----------------------------------------- | ------ | ----------------- | ------------ |
| 14-19 | Championnats d'Afrique - contre-la-montre | CC     | Aurelie Halbwachs | Maurice      |
| 14-19 | Championnats d'Afrique - course en ligne  | CC     | Aurelie Halbwachs | Maurice      |
| 25    | Circuit Het Nieuwsblad                    | 1.1    | Lucinda Brand     | Sunweb       |
| 25-2  | Championnats d'Asie - contre-la-montre    | CC     | Hongyu Liang      | Chine        |
| 25-2  | Championnats d'Asie - course en ligne     | CC     | Qianyu Yang       | Hong Kong    |
| 26    | Omloop van het Hageland - Tielt-Winge     | 1.1    | Jolien D'Hoore    | Wiggle High5 |

### Mars
| Date | Course                                    | Classe | Vainqueur             | Équipe           |
| ---- | ----------------------------------------- | ------ | --------------------- | ---------------- |
| 1    | Le Samyn des Dames                        | 1.2    | Sheyla Gutiérrez      | Cylance          |
| 8-11 | Semaine cycliste valencienne              | 2.2    | Cecilie Uttrup Ludwig | Cervélo Bigla    |
| 9    | Championnats d'Océanie - contre-la-montre | CC     | Lucy Kennedy          | Australie        |
| 11   | Championnats d'Océanie - course en ligne  | CC     | Lisen Hockings        | Australie        |
| 12   | Drentse 8                                 | 1.2    | Chloe Hosking         | Alé Cipollini    |
| 22   | À travers les Flandres                    | 1.1    | Lotta Lepistö         | Cervélo Bigla    |
| 29   | Pajot Hills Classic                       | 1.2    | Annette Edmondson     | Wiggle High5     |
| 30-2 | Joe Martin Stage Race                     | 2.2    | Ruth Winder           | UnitedHealthcare |

### Avril
| Date  | Course                                                  | Classe | Vainqueur         | Équipe           |
| ----- | ------------------------------------------------------- | ------ | ----------------- | ---------------- |
| 3     | Grand Prix de Dottignies                                | 1.2    | Jolien D'Hoore    | Wiggle High5     |
| 5-9   | Energiewacht Tour (Healthy Ageing Tour)                 | 2.2    | Ellen van Dijk    | Sunweb           |
| 8-10  | Tour de Thaïlande                                       | 2.1    | Phetdarin Somrat  |                  |
| 19-23 | Tour of the Gila                                        | 2.2    | Tayler Wiles      | UnitedHealthcare |
| 22    | Omloop van Borsele                                      | 1.1    | Riejanne Markus   | WM3              |
| 25    | GP Liberazione                                          | 1.2    | Marta Bastianelli | Alé Cipollini    |
| 27-30 | Gracia Orlova                                           | 2.2    | Riejanne Markus   | WM3              |
| 28-30 | Festival luxembourgeois du cyclisme féminin Elsy Jacobs | 2.1    | Christine Majerus | Boels Dolmans    |
| 29    | Tour de Yorkshire                                       | 1.1    | Elizabeth Deignan | Boels Dolmans    |

### Mai
| Date  | Course                                        | Classe | Vainqueur            | Équipe               |
| ----- | --------------------------------------------- | ------ | -------------------- | -------------------- |
| 5     | Championnats panaméricains - contre-la-montre | CC     | Chloe Dygert         | États-Unis           |
| 6     | Championnats panaméricains - course en ligne  | CC     | Paola Muñoz          | Chili                |
| 7     | Trofee Maarten Wynants                        | 1.1    | Marianne Vos         | WM3                  |
| 10-12 | Tour de l'île de Zhoushan                     | 2.2    | Charlotte Becker     | Hitec                |
| 13    | 7-Dorpenomloop van Aalburg                    | 1.2    | Marianne Vos         | WM3                  |
| 14    | Dwars door de Westhoek                        | 1.1    | Valentina Scandolara | WM3                  |
| 16    | Durango-Durango Emakumeen Saria               | 1.2    | Annemiek van Vleuten | Orica-Scott          |
| 17-21 | Emakumeen Euskal Bira                         | 2.1    | Ashleigh Moolman     | Cervélo Bigla        |
| 19    | Chrono Gatineau                               | 1.1    | Lauren Stephens      | Tibco-SVB            |
| 20    | Grand Prix cycliste de Gatineau               | 1.1    | Leah Kirchmann       | Sunweb               |
| 20    | Omloop van de IJsseldelta                     | 1.2    | Nina Buysman         | Parkhotel Valkenburg |
| 21    | SwissEver GP Cham-Hagendorn                   | 1.2    | Sarah Roy            | Orica-Scott          |
| 26    | La Classique Morbihan                         | 1.1    | Ashleigh Moolman     | Cervélo Bigla        |
| 27    | Grand Prix de Plumelec-Morbihan Dames         | 1.1    | Ashleigh Moolman     | Cervélo Bigla        |
| 27    | Horizon Park Women Challenge                  | 1.2    | Alzbeta Pavlendova   |                      |
| 28    | Gooik-Geraardsbergen-Gooik                    | 1.1    | Marianne Vos         | WM3                  |
| 28    | VR Women ITT                                  | 1.2    | Hanna Solovey        | Parkhotel Valkenburg |
| 29    | Winston-Salem Cycling Classic                 | 1.2    | Lauren Stephens      | Tibco-SVB            |

### Juin
| Date | Course                         | Classe | Vainqueur        | Équipe        |
| ---- | ------------------------------ | ------ | ---------------- | ------------- |
| 9    | Ljubljana-Domzale-Ljubljana TT | 1.2    | Ann-Sophie Duyck | Drops         |
| 11   | Diamond Tour                   | 1.1    | Nina Kessler     | Hitec         |
| 17   | Tour du Trentin                | 2.1    | Nikola Nosková   | Bepink-Cogeas |

### Juillet
| Date  | Course                                     | Classe | Vainqueur      | Équipe             |
| ----- | ------------------------------------------ | ------ | -------------- | ------------------ |
| 6-9   | Tour de Feminin - O cenu Ceskeho Svycarska | 2.2    | Ruth Winder    | UnitedHealthcare   |
| 9     | White Spot-Delta Road Race                 | 1.2    | Kendall Ryan   | Tibco-SVB          |
| 12-18 | Tour de Thuringe                           | 2.1    | Lisa Brennauer | Canyon-SRAM Racing |
| 13-16 | BeNe Ladies Tour                           | 2.1    | Marianne Vos   | WM3                |
| 19-23 | Cascade Cycling Classic                    | 2.2    | Allie Dragoo   | ShoAir-Twenty20    |
| 26-30 | Tour du Costa Rica                         | 2.2    | Arlenis Sierra | Astana Women's     |

### Août
| Date | Course                                    | Classe | Vainqueur      | Équipe   |
| ---- | ----------------------------------------- | ------ | -------------- | -------- |
| 3    | Championnats d'Europe du contre-la-montre | CC     | Ellen van Dijk | Pays-Bas |
| 5    | Championnats d'Europe sur route           | CC     | Marianne Vos   | Pays-Bas |
| 5    | Erpe-Mere-Erondegem                       | 1.2    | Julia Soek     | Sunweb   |

### Septembre
| Date | Course                                               | Classe | Vainqueur                                                                                                 | Équipe |
| ---- | ---------------------------------------------------- | ------ | --- | --- |
| 5-8  | Tour de Belgique féminin                             | 2.1    | Anouska Koster                                                                                            | WM3 |
| 5-10 | Tour cycliste féminin international de l'Ardèche     | 2.2    | Lucy Kennedy                                                                                              | |
| 8-10 | Tour de Toscane féminin-Mémorial Michela Fanini      | 2.2    | Ashleigh Moolman                                                                                          | Cervélo Bigla                                                                                             |
| 17   | Championnats du monde - contre-la-montre par équipes | CM     | Sunweb (Lucinda Brand, Leah Kirchmann, Floortje Mackaij, Coryn Rivera, Sabrina Stultiens, Ellen van Dijk) | Sunweb (Lucinda Brand, Leah Kirchmann, Floortje Mackaij, Coryn Rivera, Sabrina Stultiens, Ellen van Dijk) |
| 19   | Championnats du monde - contre-la-montre             | CM     | Annemiek van Vleuten                                                                                      | Pays-Bas                                                                                                  |
| 23   | Championnats du monde - course en ligne              | CM     | Chantal Blaak                                                                                             | Pays-Bas                                                                                                  |
| 30   | Tour d'Émilie                                        | 1.1    | Tatiana Guderzo                                                                                           | Hitec Products                                                                                            |

### Octobre
| Date  | Course                    | Classe | Vainqueur               | Équipe          |
| ----- | ------------------------- | ------ | ----------------------- | --------------- |
| 1     | Grand Prix Bruno Beghelli | 1.1    | Marta Bastianelli       | Alé Cipollini   |
| 15    | Chrono des Nations        | 1.1    | Audrey Cordon-Ragot     | Wiggle High5    |
| 24    | Tour du Guangxi           | 1.1    | Maria Vittoria Sperotto | Bepink-Cogeas   |
| 24-29 | Tour de Colombie          | 2.2    | Ana Cristina Sanabria   | Servetto Giusta |

## Classements finals
| Classement par points | Classement par points | Classement par points | Classement par points | Classement par points |
| Coureur               | Coureur               | Pays                  | Équipe                | Points                |
| --------------------- | --------------------- | --------------------- | --------------------- | --------------------- |
| 1re                   | Annemiek van Vleuten  | Pays-Bas              | Orica-Scott           | 1475 pts              |
| 2e                    | Anna van der Breggen  | Pays-Bas              | Boels Dolmans         | 1252 pts              |
| 3e                    | Marianne Vos          | Pays-Bas              | WM3                   | 1012 pts              |
| 4e                    | Ellen van Dijk        | Pays-Bas              | Sunweb                | 1003 pts              |
| 5e                    | Katarzyna Niewiadoma  | Pologne               | WM3                   | 999 pts               |
| 6e                    | Coryn Rivera          | États-Unis            | Sunweb                | 951 pts               |
| 7e                    | Jolien D'Hoore        | Belgique              | Wiggle High5          | 934 pts               |
| 8e                    | Ashleigh Moolman      | Afrique du Sud        | Cervélo Bigla         | 766 pts               |
| 9e                    | Lizzie Deignan        | Royaume-Uni           | Boels Dolmans         | 713 pts               |
| 10e                   | Elisa Longo Borghini  | Italie                | Wiggle High5          | 711 pts               |

| Classement par points | Classement par points | Classement par points | Classement par points | Classement par points |
| Coureur               | Coureur               | Pays                  | Équipe                | Points                |
| --------------------- | --------------------- | --------------------- | --------------------- | --------------------- |
| 1re                   | Annemiek van Vleuten  | Pays-Bas              | Orica-Scott           | 1475 pts              |
| 2e                    | Anna van der Breggen  | Pays-Bas              | Boels Dolmans         | 1252 pts              |
| 3e                    | Marianne Vos          | Pays-Bas              | WM3                   | 1012 pts              |
| 4e                    | Ellen van Dijk        | Pays-Bas              | Sunweb                | 1003 pts              |
| 5e                    | Katarzyna Niewiadoma  | Pologne               | WM3                   | 999 pts               |
| 6e                    | Coryn Rivera          | États-Unis            | Sunweb                | 951 pts               |
| 7e                    | Jolien D'Hoore        | Belgique              | Wiggle High5          | 934 pts               |
| 8e                    | Ashleigh Moolman      | Afrique du Sud        | Cervélo Bigla         | 766 pts               |
| 9e                    | Lizzie Deignan        | Royaume-Uni           | Boels Dolmans         | 713 pts               |
| 10e                   | Elisa Longo Borghini  | Italie                | Wiggle High5          | 711 pts               |

| Classement par équipes aux points | Classement par équipes aux points | Classement par équipes aux points | Classement par équipes aux points |
| Équipe                            | Équipe                            | Pays                              | Points                            |
| --------------------------------- | --------------------------------- | --------------------------------- | --------------------------------- |
| 1re                               | Boels Dolmans                     | Pays-Bas                          | 3368 pts                          |
| 2e                                | Sunweb                            | Pays-Bas                          | 3050 pts                          |
| 3e                                | Orica-Scott                       | Australie                         | 2705 pts                          |
| 4e                                | WM3 Pro Cycling                   | Pays-Bas                          | 2412 pts                          |
| 5e                                | Cervélo Bigla                     | Allemagne                         | 2334 pts                          |
| 6e                                | Wiggle High5                      | Royaume-Uni                       | 2287 pts                          |
| 7e                                | Canyon-SRAM                       | Allemagne                         | 1814 pts                          |
| 8e                                | Alé Cipollini Galassia            | Italie                            | 1471 pts                          |
| 9e                                | BTC City Ljubljana                | Slovénie                          | 1092 pts                          |
| 10e                               | Cylance Pro Cycling               | États-Unis                        | 1051 pts                          |

| Classement par équipes aux points | Classement par équipes aux points | Classement par équipes aux points | Classement par équipes aux points |
| Équipe                            | Équipe                            | Pays                              | Points                            |
| --------------------------------- | --------------------------------- | --------------------------------- | --------------------------------- |
| 1re                               | Boels Dolmans                     | Pays-Bas                          | 3368 pts                          |
| 2e                                | Sunweb                            | Pays-Bas                          | 3050 pts                          |
| 3e                                | Orica-Scott                       | Australie                         | 2705 pts                          |
| 4e                                | WM3 Pro Cycling                   | Pays-Bas                          | 2412 pts                          |
| 5e                                | Cervélo Bigla                     | Allemagne                         | 2334 pts                          |
| 6e                                | Wiggle High5                      | Royaume-Uni                       | 2287 pts                          |
| 7e                                | Canyon-SRAM                       | Allemagne                         | 1814 pts                          |
| 8e                                | Alé Cipollini Galassia            | Italie                            | 1471 pts                          |
| 9e                                | BTC City Ljubljana                | Slovénie                          | 1092 pts                          |
| 10e                               | Cylance Pro Cycling               | États-Unis                        | 1051 pts                          |

| \| Rang \| Pays \| Points \| \| ---- \| --------------- \| ------ \| \| 1er \| Pays-Bas \| 5398 \| \| 2e \| États-Unis \| 2545 \| \| 3e \| Italie \| 2396 \| \| 4e \| Australie \| 2260 \| \| 5e \| Grande-Bretagne \| 1672 \| \| 6e \| Pologne \| 1639 \| \| 7e \| Belgique \| 1602 \| \| 8e \| Allemagne \| 1163 \| \| 9e \| Danemark \| 1155 \| \| 10e \| France \| 1061 \| |                 |        |
| Rang | Pays            | Points |
| 1er | Pays-Bas        | 5398   |
| 2e | États-Unis      | 2545   |
| 3e | Italie          | 2396   |
| 4e | Australie       | 2260   |
| 5e | Grande-Bretagne | 1672   |
| 6e | Pologne         | 1639   |
| 7e | Belgique        | 1602   |
| 8e | Allemagne       | 1163   |
| 9e | Danemark        | 1155   |
| 10e | France          | 1061   |